# ドノヴァン・レオン
ドノヴァン・レオン（フランス語: Donovan Léon、1992年11月3日 - ）は、フランス領ギアナのサッカー選手。フランス領ギアナ代表。ポジションはGK。

## クラブ歴
AJオセールの下部組織出身でトップチームに昇格した。2011年8月6日の試合でプロ初出場を記録した。
2015年にスタッド・ブレスト29に完全移籍した。
2020年6月、3年契約でAJオセールに復帰。

## 代表歴
2014年5月27日のスリナム代表戦で代表初出場。2017 CONCACAFゴールドカップにも主将として出場した。